# Calaf
Calaf e também um município da Espanha na comarca de Anoia, província de Barcelona, comunidade autónoma da Catalunha. Tem 9,22 km² de área e em 2021 tinha 3 597 habitantes (densidade: 390,1 hab./km²).

## Demografia
| Variação demográfica do município entre 1991 e 2004[carece de fontes?] | Variação demográfica do município entre 1991 e 2004[carece de fontes?] | Variação demográfica do município entre 1991 e 2004[carece de fontes?] | Variação demográfica do município entre 1991 e 2004[carece de fontes?] |
| ---------------------------------------------------------------------- | ---------------------------------------------------------------------- | ---------------------------------------------------------------------- | ---------------------------------------------------------------------- |
| 1991                                                                   | 1996                                                                   | 2001                                                                   | 2004                                                                   |
| 3207                                                                   | 3148                                                                   | 2975                                                                   | 3214                                                                   |